# Alfés (kommunhuvudort)
Alfés är en kommunhuvudort i Spanien.   Den ligger i provinsen Província de Lleida och regionen Katalonien, i den östra delen av landet, 400 km öster om huvudstaden Madrid. Alfés ligger 236 meter över havet och antalet invånare är 314.
Terrängen runt Alfés är lite kuperad. Runt Alfés är det mycket glesbefolkat, med 7 invånare per kvadratkilometer. Närmaste större samhälle är Lleida, 10,6 km norr om Alfés. Trakten runt Alfés består till största delen av jordbruksmark.